# Dorfkirche Göttin

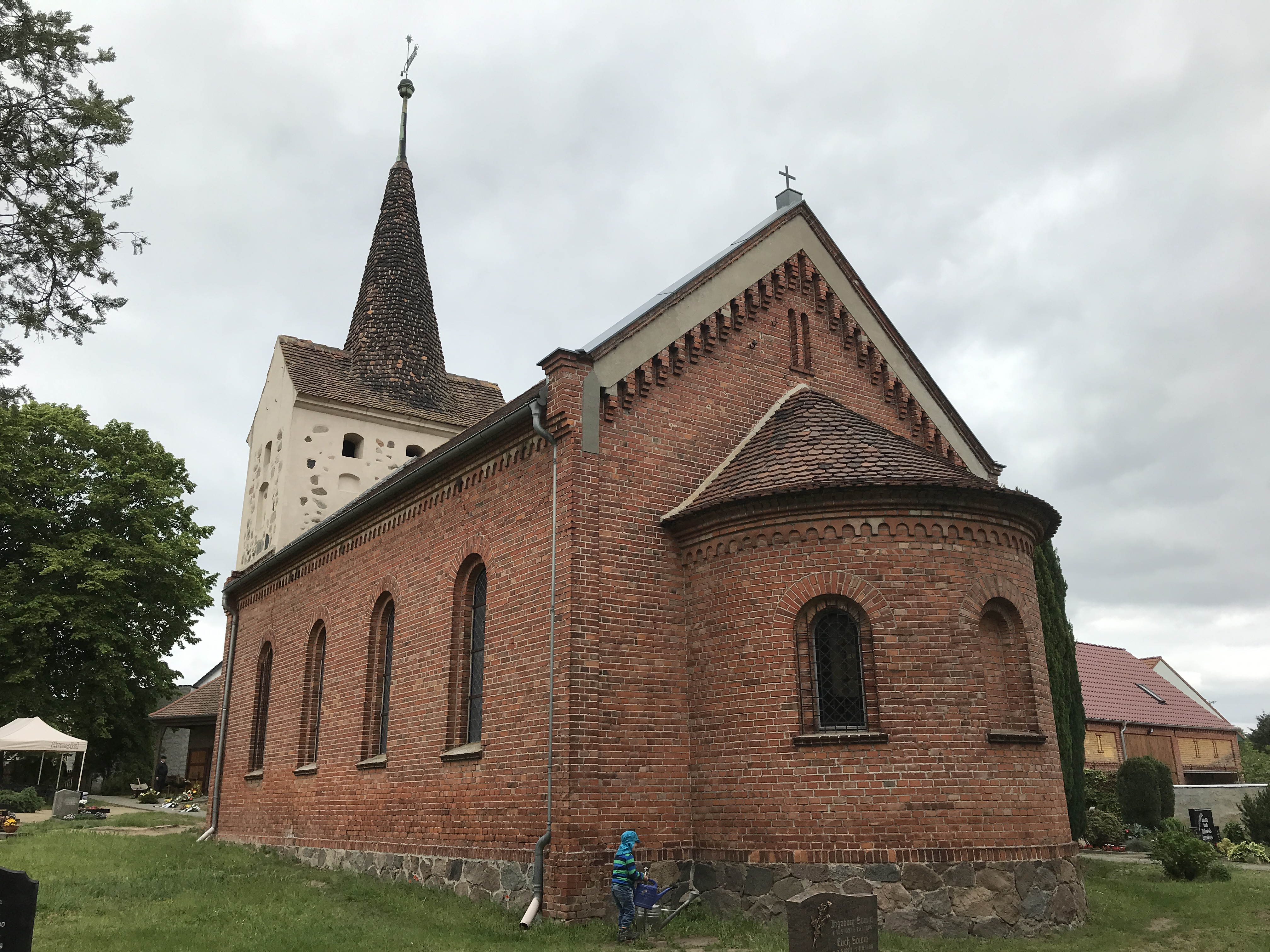
Dorfkirche Göttin

Die evangelische Dorfkirche Göttin ist eine neuromanische Saalkirche in Göttin, einem Ortsteil der Stadt Brandenburg an der Havel im Land Brandenburg. Die Kirchengemeinde gehört zum Pfarrbereich der Domgemeinde des Kirchenkreises Mittelmark-Brandenburg der Evangelischen Kirche Berlin-Brandenburg-schlesische Oberlausitz.

## Lage
Die Krahner Straße verläuft von Norden kommend in südöstlicher Richtung durch den Ort. Von ihr zweigt die Dorfstraße nach Norden hin ab. Die Kirche steht nordwestlich dieser Abzweigung auf einem Kirchfriedhof, der mit einem Zaun eingefriedet ist.

## Geschichte
Krahne war bis 1541 Filialkirche von Schmerzke, daher muss es bereits zu dieser Zeit einen Sakralbau gegeben haben. Das Brandenburgische Landesamt für Denkmalpflege und Archäologische Landesmuseum (BLDAM) vermutet, dass von diesem Bauwerk lediglich der Kirchturm erhalten geblieben ist und in einen Neubau mit einbezogen wurde. Dieser wurde um 1870 vom Maurermeister August Eiserbeck aus Golzow (Mittelmark) errichtet. Die ursprüngliche Planung, die bestehende Kirche zu erweitern, wurde dabei auf Grund steigender Einwohnerzahlen verworfen.

## Baubeschreibung

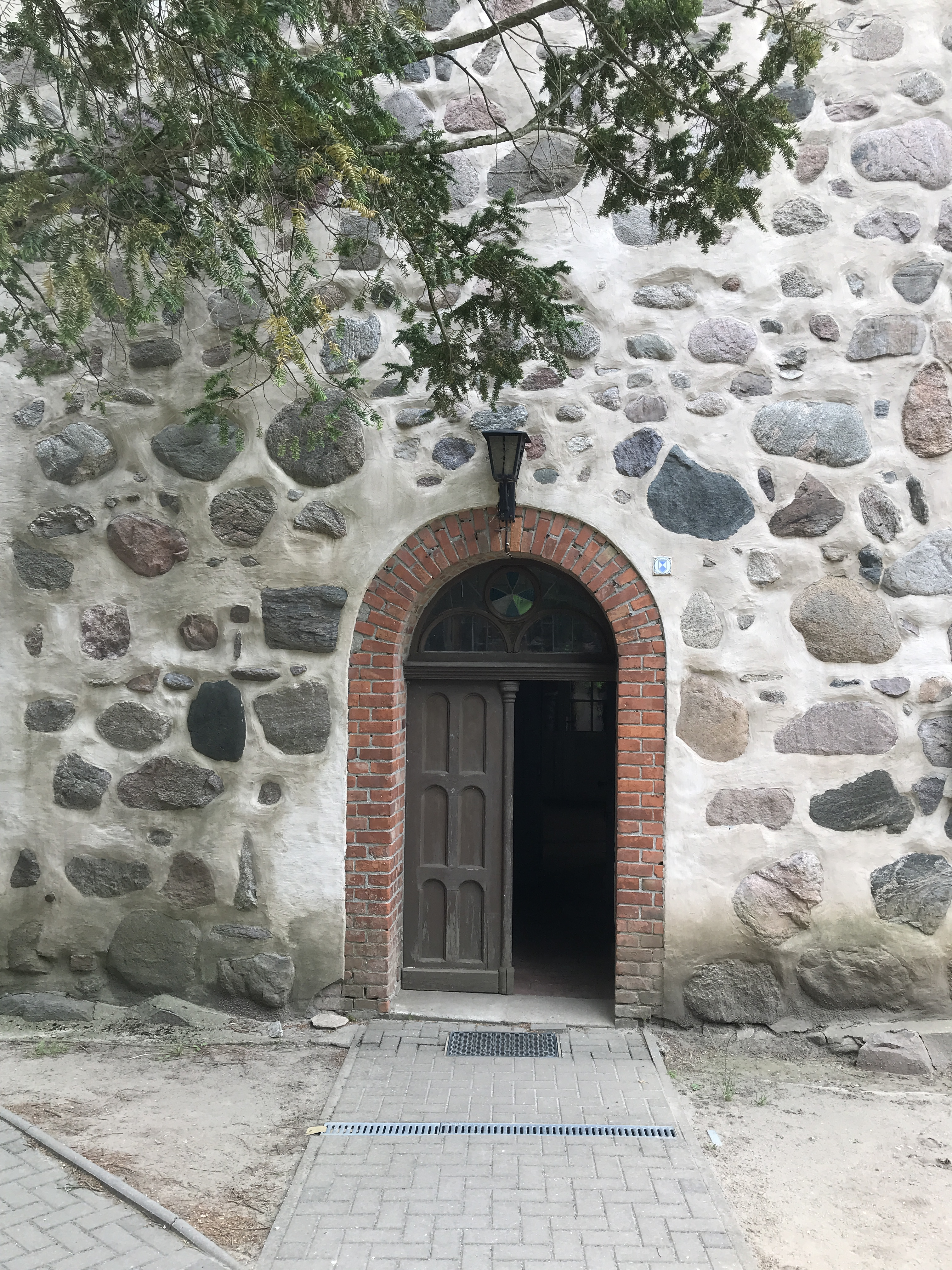
Westportal

Der Baukörper wurde mit Ausnahme des Westturms im Wesentlichen aus roten Mauersteinen auf einem Sockel aus unbehauenen und nicht lagig geschichteten Feldsteinen errichtet. Die Apsis ist eingezogen und besitzt drei Rundbogenfenster, von denen das mittlere jedoch nachträglich mit Mauersteinen verschlossen wurde. Am Übergang zum Kegeldach ist ein nach unten geöffneter, rundbogenförmiger Fries.
Daran schließt sich das Kirchenschiff an. Es hat einen rechteckigen Grundriss; die Ostseite ist geschlossen. Im Giebel sind zwei zugesetzte, hochrechteckige Öffnungen; er ist mit einem zapfenförmigen Fries verziert. Die Nord- und Südseite des Langhauses sind vergleichsweise schlicht gestaltet: Hier sind je vier große Rundbogenfenster; darüber ein Rundbogenfries.
Nach Westen schließt sich der querrechteckige, eingezogene Kirchturm an. Er stammt vermutlich von einem Vorgängerbau aus dem 15. Jahrhundert und wurde aus unbehauenen sowie nicht lagig geschichteten Feldsteinen errichtet, die 1976 teilweise verputzt wurden. An den Kanten verwendeten die Baumeister Mauersteine. Er kann von einem rundbogenförmigen, mit Mauersteinen eingefassten Portal von Westen her betreten werden. Darüber sind zwei gedrückt-segmentbogenförmige Blenden, oberhalb zwei kleinere Öffnungen. An der Nord- und Südseite ist jeweils nur eine Blende bzw. Klangarkade. Oberhalb des quergestellten Satteldachs erhebt sich die oktogonale Turmspitze, die mit Turmkugel, Wetterfahne von 1734 und Stern abschließt.

## Ausstattung
Das hölzerne Altarretabel wurde in barocken Formen gearbeitet und zeigt die Grablegung Christi. Es ist zwischen gewundenen Säulen platziert, darüber ein dreiecksförmiger Giebel. Die übrige Kirchenausstattung, darunter die neubarocke, fünfseitige Kanzel stammt aus der Bauzeit um 1870 und nimmt die Formensprache des Retabels auf. Die ebenfalls hölzerne Fünte stammt aus dem Jahr 1909. Auf der Westempore steht eine Orgel mit einem Prospekt aus der Zeit um 1870. Das Bauwerk hat in seinem Innern eine offene Holzbalkendecke. Auf dem Friedhof stehen zwei klassizistische Grabmäler aus dem Jahr 1799.

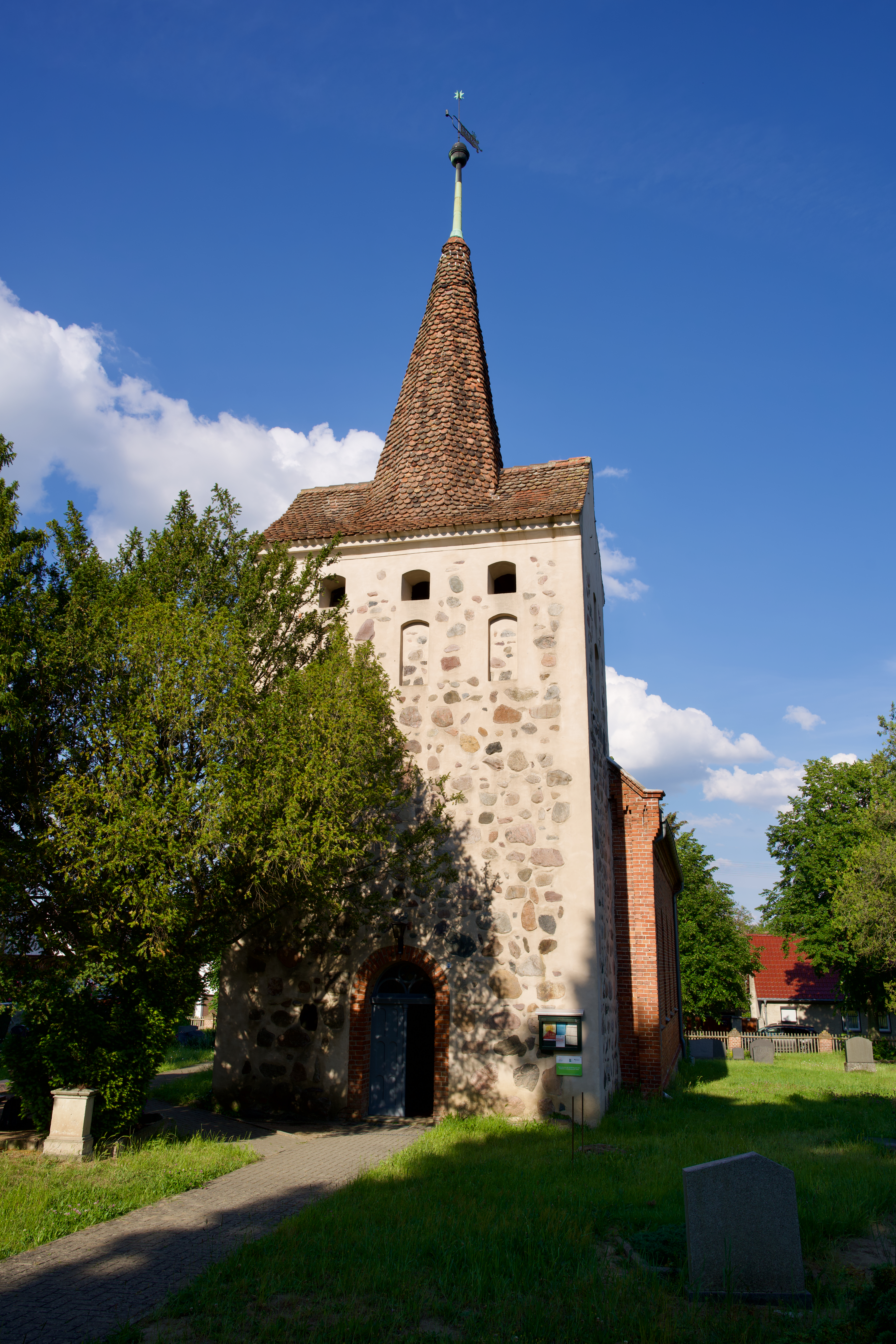
Kirchturm
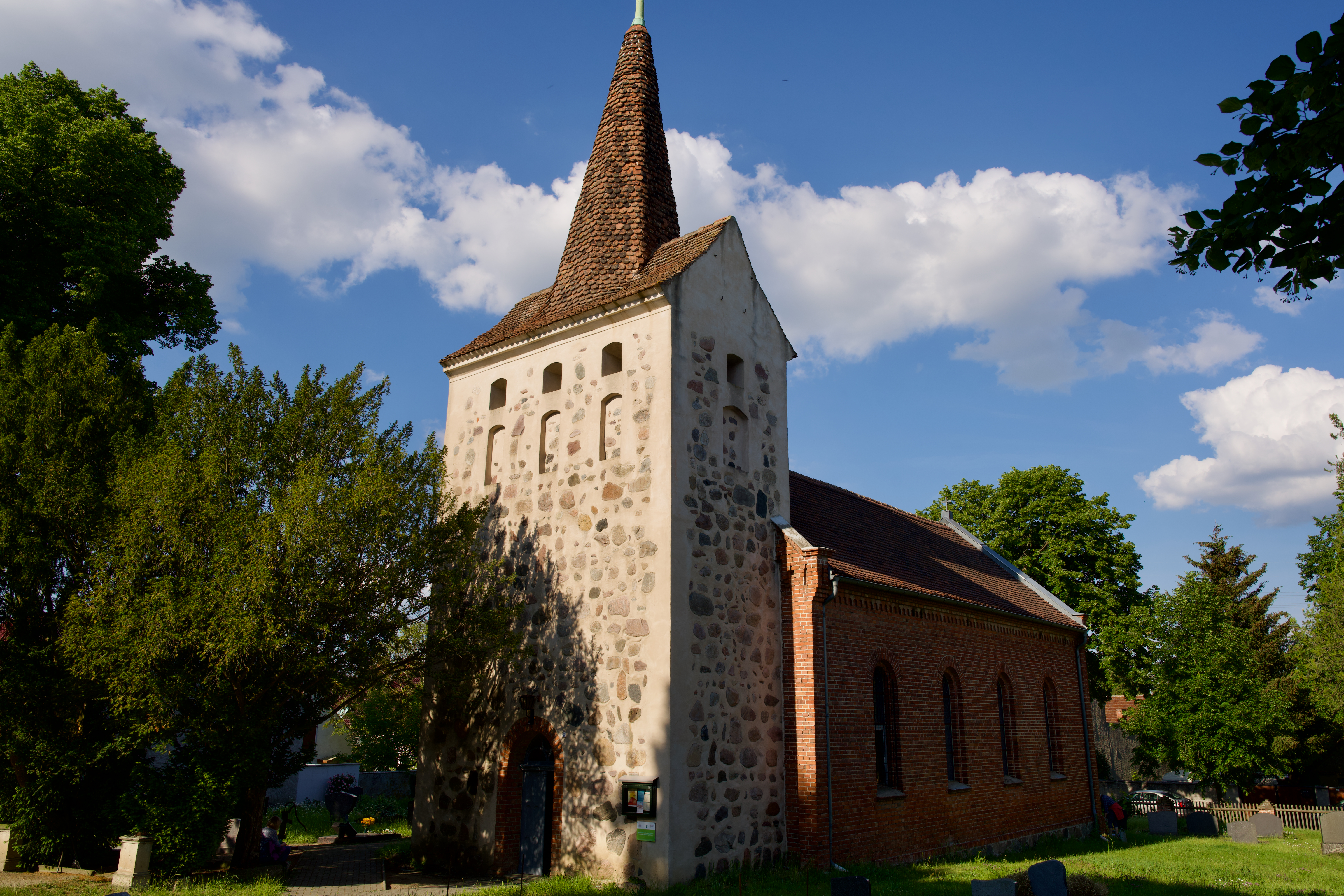
Außenansicht
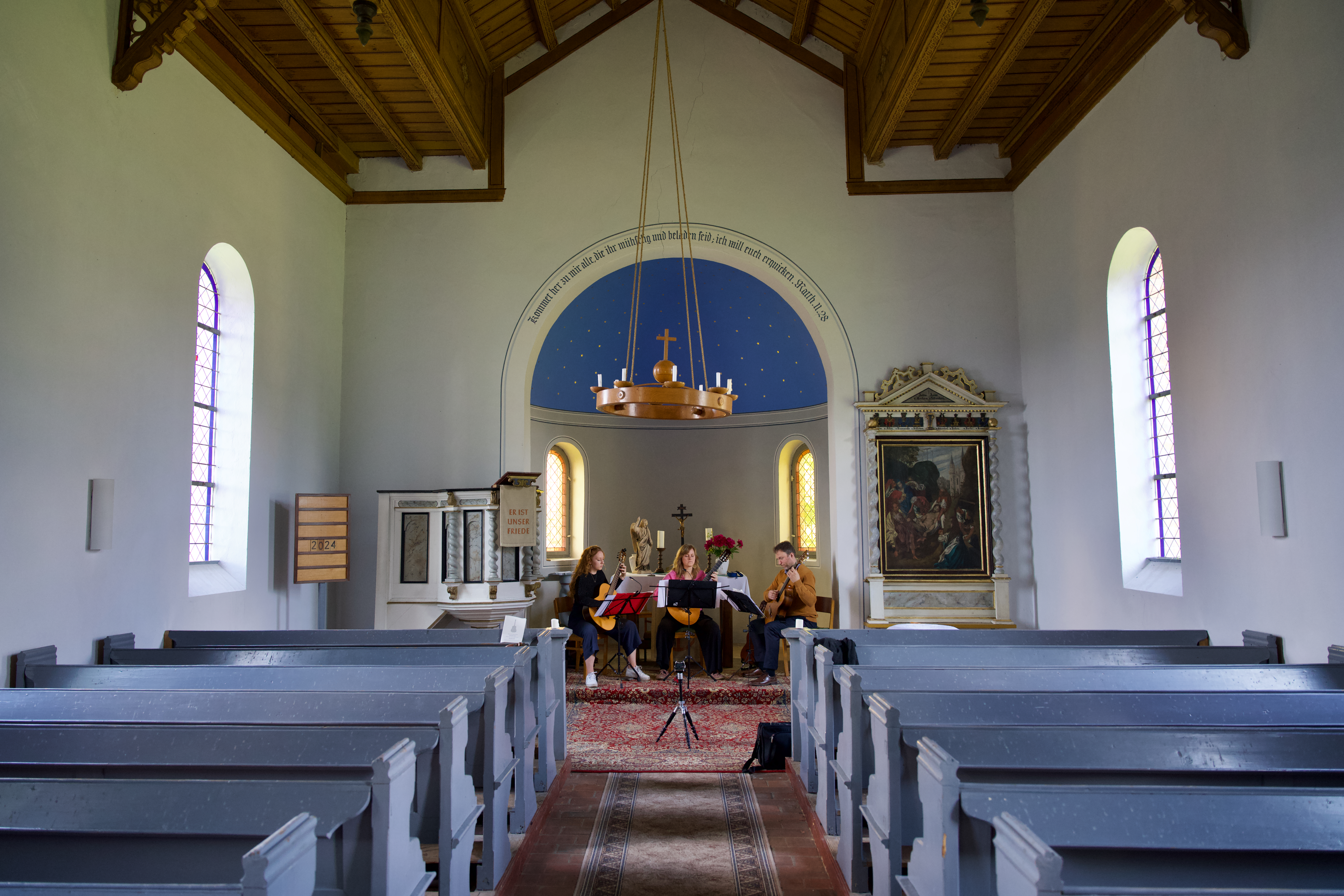
Innenansicht Richtung Osten
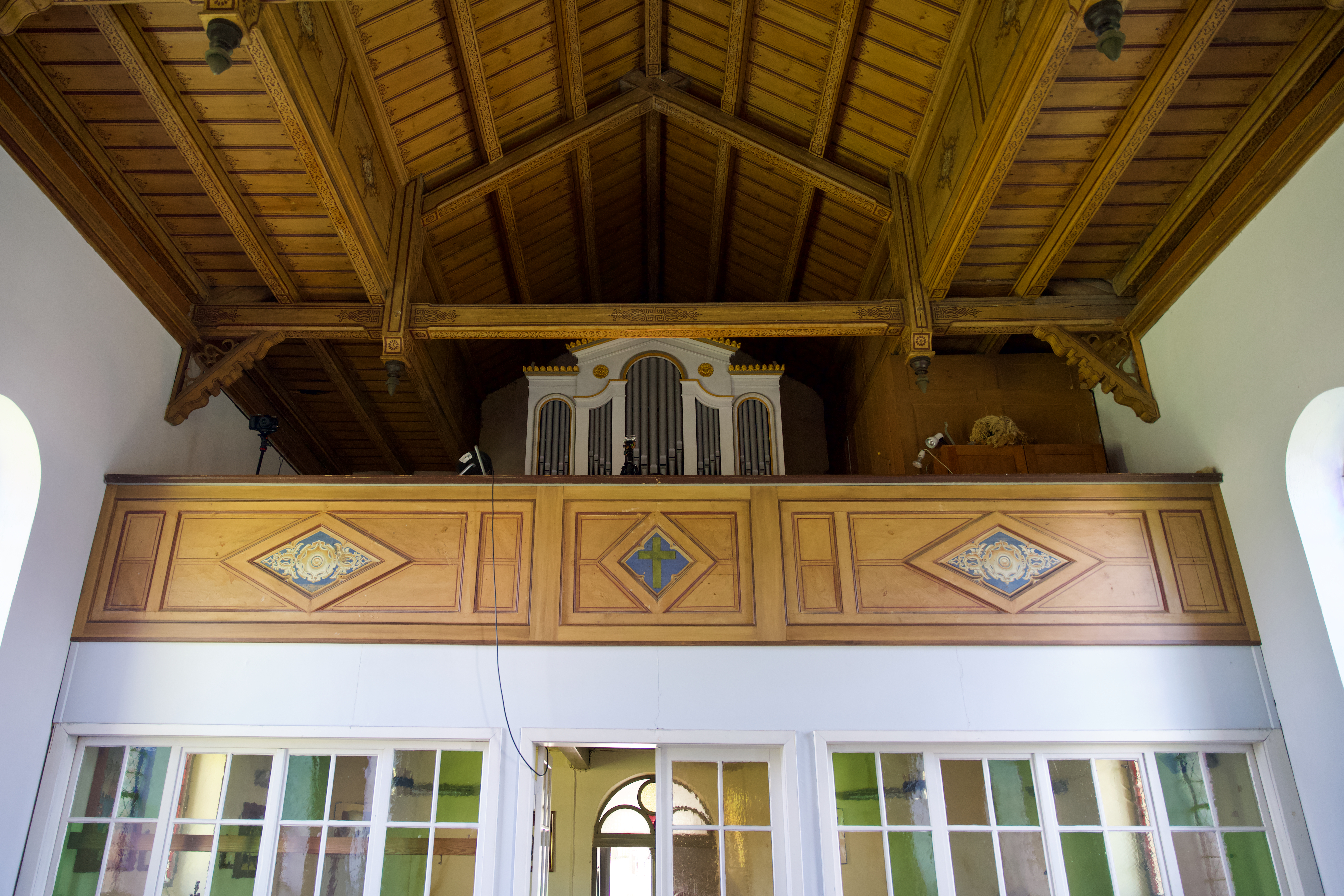
Orgelempore und Winterkirche